# Zamek w Châteaudun
Zamek w Châteaudun (fr. Château de Châteaudun) – zamek w mieście Châteaudun we Francji, położony w departamencie Eure-et-Loir. Zaliczany do zamków nad Loarą.

## Historia
Oryginalnie budowa zamku trwała pomiędzy XII a XVI wiekiem. 
Budowę zamku zapoczątkował władca Blois, Tybald V Dobry w 1170 roku. W latach 1451–1493 w zamku dokonano budowę "Wielkiej Kaplicy". W skład wielkiej kaplicy wchodziło także miejsce dla chóru oraz budowa kaplicy wysokiej. Budowa tej części zamku trwała w latach 1451–1454. Uzupełnieniem pomieszczeń sakralnych był montaż organów, pochodzących z roku 1460.
W XV wieku zamek należał do Jeana de Dunois, bastarda Orleańskiego. Za jego czasów dokonała się znaczna rozbudowa zamku. W latach 1458–1468 zbudowano m.in. większość skrzydła zachodniego. 
Za czasów władania zamkiem przez Franciszka I Orleańskiego w latach 1469–1491 dokonała się budowa północnego skrzydła Château de Châteaudun. Ostateczne zakończenie prac nad budową zamku odbyło się za panowaniem na zamku, Franciszka II Orleańskiego. Wówczas dobudowano jedno z piętr zamku oraz skonstruowano schody łączące większość skrzydeł.
W latach 30 XX wieku Château de Châteaudun zostało poddane licznym pracom restauracyjnym ze strony francuskiego rządu. Prace restauracyjne były kontynuowane przez następne lata dzięki czemu został przywrócony wygląd zamku z czasów jego budowy
W 1918 roku zamek został zarejestrowany jako monument historyczny i obecnie podlega ochronie ze strony Francuskiego Ministerstwa Kultury.